# Hapoel Kfar Saba (volleyboll)
Hapoel Kfar Saba (hebreiska: מועדון הכדורעף הפועל כפר סבא) är en volleybollklubb i Kfar Saba, Israel, där moderklubben Hapoel Kfar Saba grundades 1928.
Dess damlag har blivit israeliska mästare fem gånger (2012, 2015, 2017, 2020 och 2021) och vunnit israeliska cupen fyra gånger (2014, 2015, 2019 och 2021). Dess herrlag har blivit israeliska mästare en gång (2001) och vunnit israeliska cupen tre gånger (1983, 2001 och 2006).